# Плотины Габчиково — Надьмарош
Плотины Габчиково — Надьмарош — масштабный проект плотин на Дунае. Он был согласован Будапештским договором от 16 сентября 1977 года между Чехословацкой Социалистической Республикой и Венгерской Народной Республикой. Проект был направлен на предотвращение катастрофических наводнений, улучшение судоходства по рекам и производство экологически чистой электроэнергии.
Была завершена только часть проекта в Словакии под названием Плотина Габчиково, Венгрия сначала приостановила, а затем пыталась прекратить проект из-за экологических и экономических проблем. Словакия приступила к альтернативному решению, названному «Вариант С», которое предполагало изменение русла Дуная, пограничной реки. Это вызвало международный спор между Словакией и Венгрией. Обе стороны обратились в Международный суд ООН.

## Будапештский договор
Совместный венгерско-чехословацкий проект был согласован 16 сентября 1977 года в рамках Будапештского договора. Договор предусматривал трансграничную систему плотин между городами Габчиково, Чехословацкая Социалистическая Республика (ныне Словацкая Республика) и Надьмарош, Венгерская Народная Республика (ныне Венгрия). Плотины должны были устранить регулярные наводнения (такие как катастрофические наводнения 1954 и 1965 годов) и обеспечить экологически чистый источник электроэнергии. Они также должны были обеспечить возможность судоходства по реке в течение года и стать частью системы внутреннего судоходства по каналу Рейн-Майн-Дунай.
План состоял в том, чтобы перенаправить часть стока реки через искусственный канал в Дунакилити (деревня в Венгрии) к гидроэлектростанции возле Габчиково (восемь турбин, 720 МВт). Канал должен был вернуть воду в углублённое первоначальное русло реки, а в Надьмароше предполагалось построить меньшую плотину и электростанцию (158 МВт). Станция в Габчиково должна была стать пиковой электростанцией, а плотина в Надьмарош, примерно в 100 км ниже по течению, должна была ограничивать колебания уровня воды.
Поскольку большую часть строительства планировалось осуществить на территории Словакии, правительство Венгрии было обязано принять участие в некоторых строительных работах в Словакии, чтобы обеспечить равные инвестиции со стороны обоих государств. Произведённая электроэнергия должна была поровну делиться между двумя странами.
Важным положением договора была статья 15.1, в которой значилось: «Договаривающиеся стороны обеспечивают с помощью средств, указанных в совместном контрактном плане, что качество воды в Дунае не ухудшается в результате строительства и эксплуатации системы шлюзов».

## Приостановка проекта

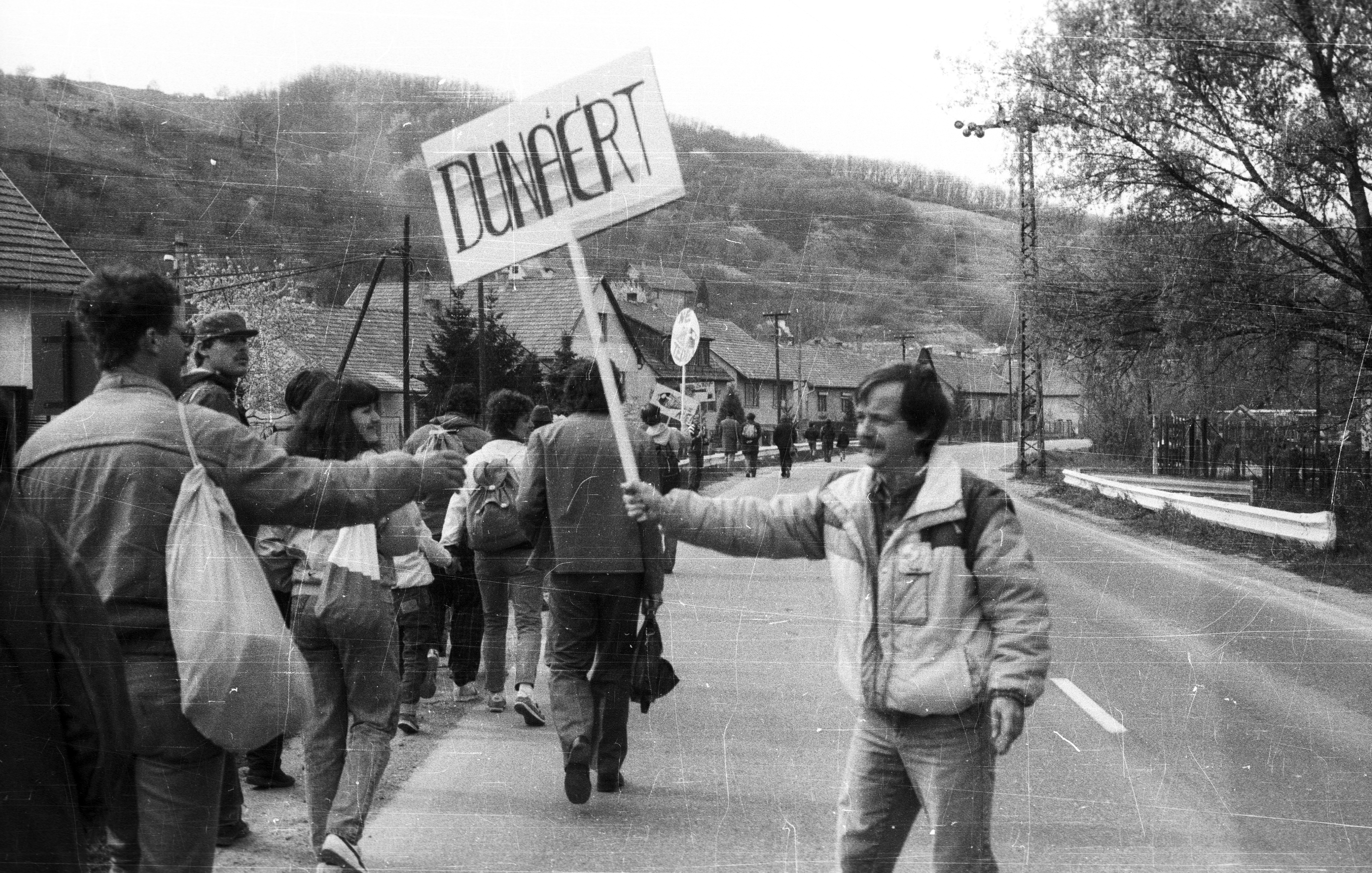
Протесты против проекта в Венгрии

В 1981 году обе страны согласились замедлить темпы реализации проекта из-за экономических проблем. В 1984 году в Венгрии было основано движение, выступавшее против плотины, «Дунайский круг» (венг. Duna Kör), которое впоследствии было удостоено премии «За правильный образ жизни» и Экологической премии Гольдмана за защиту Дуная. Движение возражало против сокрытия от общественности информации о проекте, якобы правительство хотело избежать дебатов о воздействии проекта на окружающую среду. Биологи были обеспокоены тем, что плотины могут нанести вред природе Дунайской излучины и запасам подземных вод, от которых зависит более миллиона венгров, особенно в районе Будапешта. После интенсивной кампании негативное отношение к проекту в Венгрии значительно возросло как к символу старого режима. В Словакии строительство плотины и гидроэлектростанции продолжалось. Правительство Венгрии в конечном итоге решило приостановить работу до полной оценки воздействия проекта на окружающую среду. Вскоре после этого словацкие власти решили в одностороннем порядке перейти к альтернативному решению под названием «Вариант С». Это фактически перенесло русло Дуная на словацкую территорию и строительство проходило полностью в пределах словацких границ. Это решение значительно сократило количество воды, поступающей в Венгрию, и оказало значительное влияние на водоснабжение и окружающую среду этой страны. В результате венгерское правительство попыталось прекратить действие договора 1977 года.
Семь предложений, первоначально выдвинутых экспертами из Чехословакии в 1992 году, были следующими:
- Вариант A: Завершить первоначальный план 1977 года совместно с Венгрией — предпочтение словацкой стороны.
- Вариант B: Завершить только чехословацкую часть гидротехнических сооружений.
- Вариант С: Уменьшить водохранилище, построить гидротехнические сооружения только на территории Словацкой Республики и отложить строительство в Надьмароше в Венгрии. Разделить водохранилище на две части при помощи плотины и вместо плотины в Дунакилити построить плотину в Чуново (Братислава). Этот вариант считался временным, поскольку технически возможно было построить плотину в Дунакилити и затопить плотину в Чуново, чтобы завершить проект в соответствии с договором 1977 года.

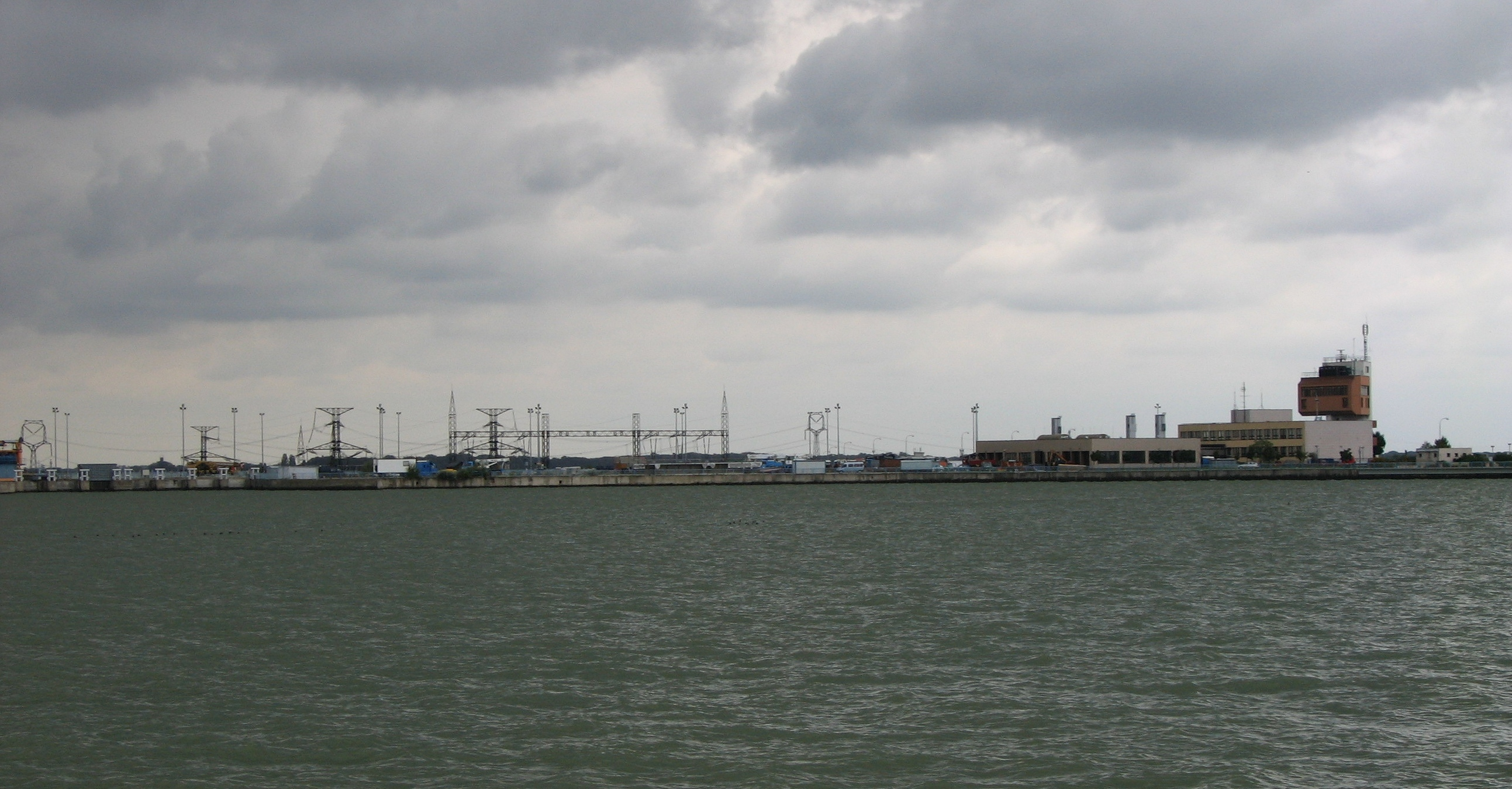
Вид на Плотину Габчиково с Дуная

- Вариант D: Завершить только верхнюю часть плотины и закончить плотину в Дунакилити.
- Вариант E: Использовать гидротехнические сооружения только для предотвращения наводнений и обеспечения судоходства.
- Вариант F: Прекратить строительство и сохранить сооружение в его текущем состоянии.
- Вариант G: Демонтировать все постройки и вернуть реку в исходное состояние — предпочтение венгерской стороны.

В конце концов было решено перейти на альтернативное решение в меньшем масштабе, Вариант C. Искусственный канал был направлен в Чуново (район Братиславы), а электростанция Габчиково работает в режиме русловой ГЭС без регулирования уровня воды. Строительство началось в ноябре 1991 года. В октябре 1992 года начался отвод части воды в канал, и Чуновское водохранилище было заполнено; вторичные сооружения (такие как электростанция) были закончены и введены в эксплуатацию в 1996 году.

## Части гидротехнических сооружений

### Построенные объекты

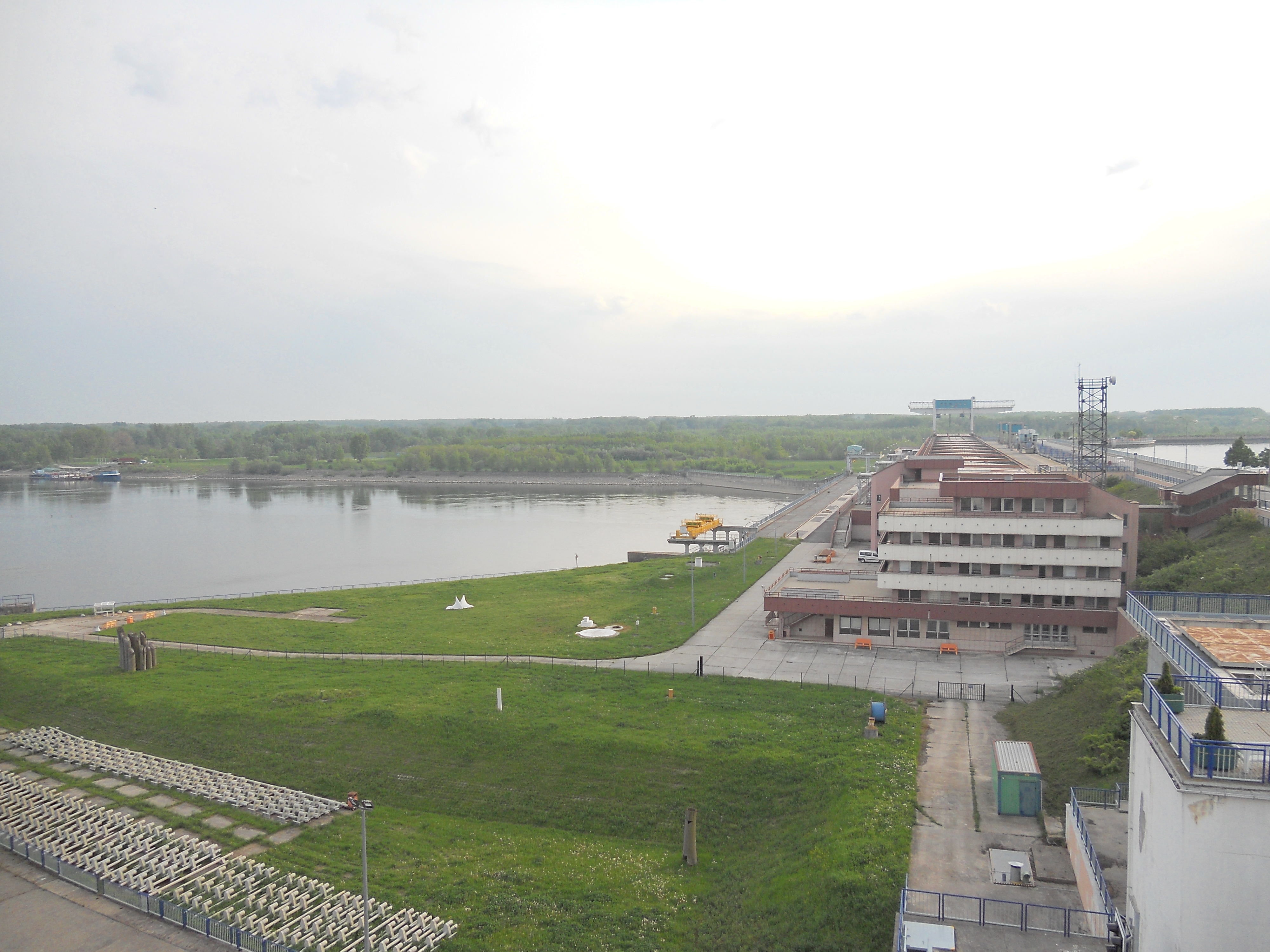
ГЭС на Плотине Габчиково

- Канал снабжения Чуновской плотины — доставляет воду из Братиславы примерно за 10 км до Чуново.
- Чуновская плотина — это первый уровень гидротехнических сооружений, вырабатывающий 24 МВт электроэнергии, есть дополнительная меньшая электростанция с мощностью 1 МВт. Комплекс включает в себя также Центр водных видов спорта Чуново, место проведения чемпионатов по водному слалому и рафтингу.
- Грушовское водохранилище — заменило совместное словацко-венгерское Дунакилитинское водохранилище. Накапливает воду для главной электростанции в Габчиково, а также регулирует уровень воды. Имеет 16 км в длину и от 1 до 4 км в ширину. Его вместимость составляет 196 млн м³. В рамках корректировки Варианта С водохранилище было уменьшено в размерах и отделено от территории Венгрии насыпью длиной 10,5 км.
- Плотина Габчиково — является основной частью гидротехнических сооружений. Она состоит из двух основных конструкций: гидроэлектростанции и двух шлюзовых камер. Этот уровень гидротехнических сооружений был спроектирован так, чтобы использовать изменение уровня воды для производства электроэнергии, чтобы суда могли безопасно проходить через шлюзы и чтобы отводить паводковые воды. Камеры находятся на левом берегу Дуная, а разница в уровне воды составляет около 20 метров. Электростанция на правом берегу реки была рассчитана на выработку 2650 ГВт⋅ч в год. Через комплекс проходит автодорожный мост шириной 10 м. Работа электростанции полностью автоматизирована. В 2012 году, после 20 лет службы, через шлюзы прошло 300 тыс. судов, которые перевезли 5 млн пассажиров[8].
- Выходной канал — выводит воду обратно к старому руслу реки, а также помогает против наводнений. Канал имеет ширину 185 м в нижней части и 8,2 км в длину, входит в Дунай в селе Сап.

### Надьмарош
Гидротехнические сооружения на Дунае были спроектированы таким образом, чтобы часть комплекса находилась в Надьмароше, а именно водохранилище длиной 95 км и электростанция Надьмарош. Этот комплекс должен был находиться между венгерскими городами Вишеград и Надьмарош, и его целью было использование уклона водохранилища для производства электроэнергии, а также для пропуска судов. Сооружения в Габчиково были спроектированы для контроля уровня воды и работы пиковой электростанции, а в Надьмароше должен был работать уравнительный резервуар, которым предполагалось обеспечить лучшие условия для судоходства и регулировать пиковый отток из Габчиково. Поскольку работы в Надьмароше не были завершены, Габчиковская электростанция не может работать с максимальной эффективностью, что наносит значительный экономический ущерб. Отсутствие плотины в Надьмароше также является основным препятствием для внутреннего судоходства в Дунайском общеевропейском коридоре (протяжённостью 2400 км) из-за низкого уровня воды. Венгрия просит Словакию провести работы по урегулированию проблемного участка Дуная, что должно было быть сделано путём постройки плотины в Надьмарош. Также наносит убытки отсутствие модернизированного водного пути реки Ваг в Словакии.

## Судебный процесс
После того, как в 1993 году распалась Чехословакия, Словацкая Республика продолжила реализацию проекта. В 1989 году Венгрия приостановила реализацию проекта, когда учёные обоих государств выразили опасения по поводу экологических последствий. После того как в мае 1992 года Венгрия попыталась прекратить действие договора 1977 года, обе стороны (Венгрия и Словакия) согласились передать свой спор в Международный суд ООН в Гааге. Дело примечательно тем, что впервые Суд ООН вынес решение по экологическому спору. Слушания по этому делу проводились в период с 3 марта по 15 апреля 1997 года, и Суд впервые в своей истории совершил визит на место спора. Помимо других вопросов, венгерские представители хотели, чтобы Суд решил, имела ли право Словакия приводить к исполнению Вариант C. Также представители Венгрии хотели, чтобы договор 1977 года был признан не обязательным для Словакии и Венгрии.
Суд вынес решение в 1997 году. Суд установил, что Венгрия нарушила свои договорные обязательства практически по всем пунктам. Он обязал Венгрию завершить часть гидротехнических сооружений в Надьмароше. По решению Суда Чехословакия, а затем и Словакия имели право на создание альтернативного обходного пути после того, как Венгрия прекратила свою работу, но Словакия допустила одно нарушение — ей не следовало начинать использовать альтернативного временного решения (Вариант C) до окончания судебного процесса. Суд призвал оба государства добросовестно вести переговоры, чтобы обеспечить достижение целей Будапештского договора 1977 года, который, согласно решению Суда, всё ещё действует с учётом фактической ситуации, сложившейся после 1989 года. Каждая сторона должна возместить другой стороне ущерб, причинённый её действиями.
Результатом четырёхмесячных переговоров между Словакией и Венгрией стало заключению договора между двумя странами касательно решения Суда ООН. В марте 1998 года правительство Словакии одобрило этот договор, но правительство Венгрии, которое должно было построить гидротехнические сооружения в Надьмароше или Пилисмарот, отложило утверждение договора и объявило конкурс на проект. После выборов в Венгрии новое правительство отменило этот конкурс. В 1998 году после двух обращений к Венгрии правительство Словакии обратилось в Международный суд с требованием обязать Венгрию построить плотину в Надьмароше.
Согласно письму представителя Словакии от 30 июня 2017 года правительство Словакии обратилось с просьбой к Международному суду «официально зафиксировать прекращение производства по делу [возбуждено посредством ходатайства о дополнительном решении по делу] и […] обеспечить исключение дела из Списка». В письме от 12 июля 2017 года представитель Венгрии заявил, что его правительство «не возражает против прекращения разбирательства, возбуждённого по ходатайству Словакии от 3 сентября 1998 года о вынесении дополнительного решения».

## Технические характеристики

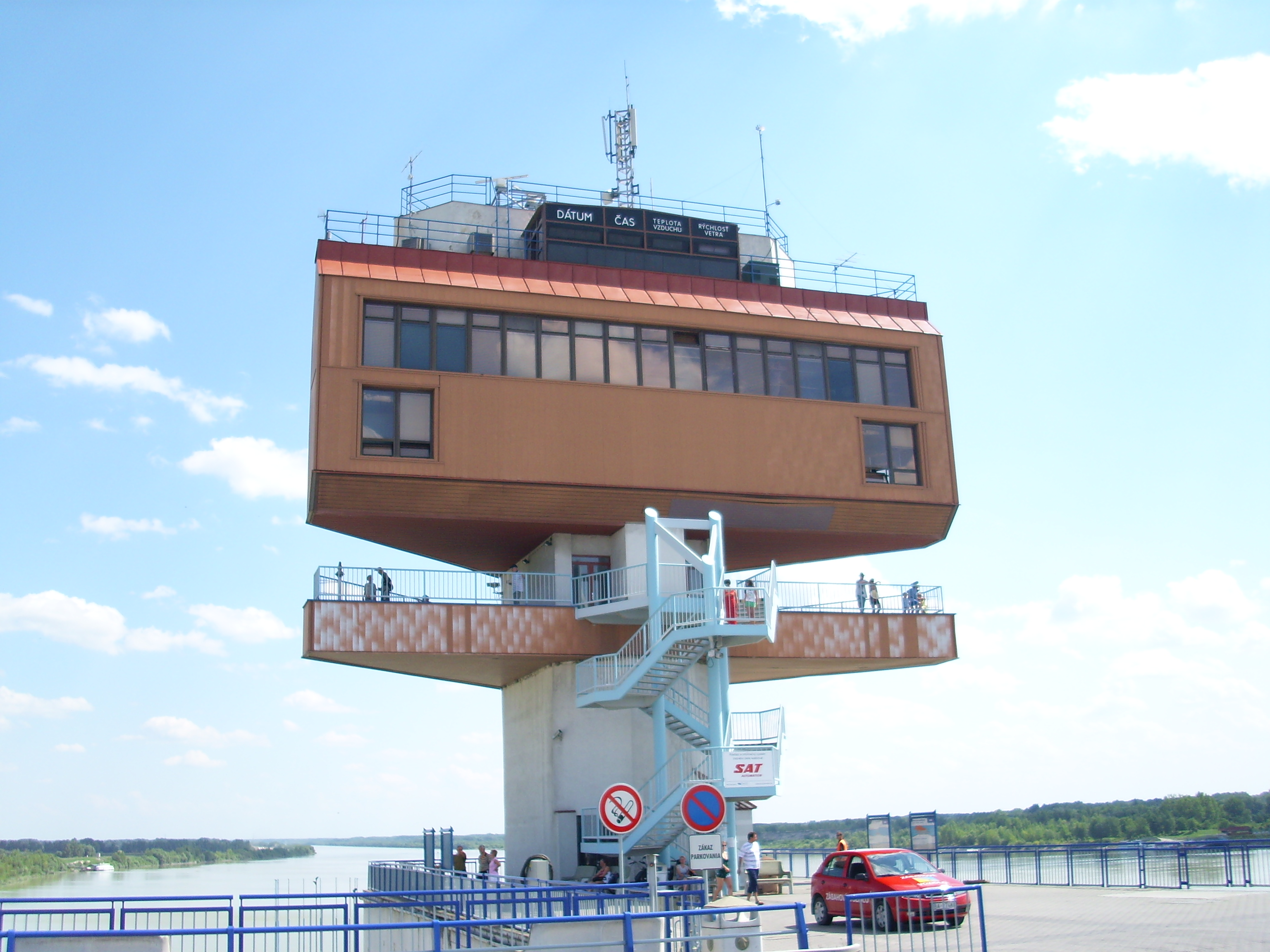
Наблюдательная башня Плотины Габчиково

- Площадь Чуновского водохранилища составляет 40 км², исключительно на словацкой стороне (первоначальное Грушовско-Дунакилитинское водохранилище должно было иметь площадь 60 км²). Рабочий уровень воды составляет 131,1 метра над уровнем моря (минимальный и максимальный уровни составляют 129 и 131,5 метра соответственно).
- Электростанция имеет восемь вертикальных поворотно-лопастных турбин с ротором диаметром 9,3 м и максимальной мощностью 90 МВт каждая. Общая мощность составляет 720 МВт при рабочем расходе воды 4000 м³/с. Перепад уровня воды составляет 24 и 12,88 м.
- Исходное русло реки имеет расход воды от 250 до 600 м³/с.
- Были построены два навигационных шлюза. Обводной канал должен предотвратить наводнения.
- В 1996 году на одном из речных островов в начале обходного канала был построен крупнейший в Европе канал гребного слалома — Центр водных видов спорта Чуново. При работе с максимальной производительностью он отводит 22 м³/с в обходной канал.
- Габчиковская ГЭС вырабатывает 2600 ГВт⋅ч электроэнергии в год, что делает её крупнейшей гидроэлектростанцией в Словакии. Она обеспечивает около 8 % потребления электроэнергии в стране.

## Экологические последствия

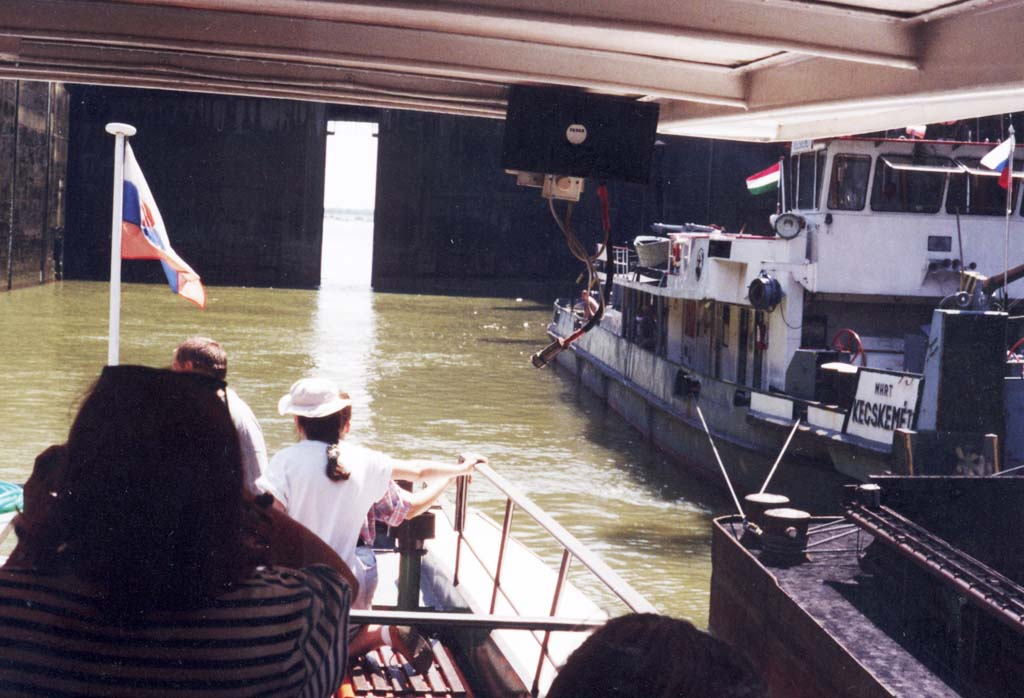
Шлюзы

В 1996—2002 годах трое учёных: К. Голубова, З. Капекова и Ж. Шолгай — провели исследование экологических последствий постройки плотины. Результаты были следующими: интенсивная деградация русла реки Дунай вниз по течению (особенно в русле реки Старый Дунай), вызванная отсутствием гидротехнических сооружений в Надьмароше; снижение уровня воды; увеличение количества отложений; увеличение количества донных наносов и более высокая интенсивность движения донных наносов; уменьшение мощности паводков; снижение стабильности канала.
Ежегодные совместные исследования словацко-венгерских правительств подтверждают: стабилизацию уровня подземных вод, локальное улучшение качества подземных вод; стабилизацию русла старого Дуная; улучшение условий жизни водной и лесной фауны в районах вдоль старого Дуная.
Различия между исследованием 2002 года и более новыми работами могут быть связаны с охватом изучаемой территории. В 1996—2002 годах было проведено исследование на участке от Вены до конца словацко-венгерского Дуная. Правительственные исследования нацелены только на Габчиковское водохранилище и его окрестные районы.
Уровень грунтовых вод зависит от больших паводков, таких как в 2002 году, в результате которых ил вымылся со дна реки и позволил увеличить фильтрацию. После этого уровень грунтовых вод во многих местах достиг уровня до заполнения водохранилища, а в некоторых местах достиг ещё более высокого уровня. Плотина улучшила качество грунтовых вод в Русовце и Чуново, которые находятся на правой стороне Дуная. Это было связано с изменением условий инфильтрации и изменением направления потока грунтовых вод (был с северо-запада на юго-восток, стал с севера на юг). На качество грунтовых вод в источниках водоснабжения, расположенных на левой стороне Дуная, влияние не оказалось столь значительным, как на правой стороне.
Одной из выявленных проблем является повышенная седиментация вверх по течению и эрозия русла реки вниз по течению от водохранилища, что является типичной проблемой водохранилищ.